# Betta (nome)
Betta  è un nome proprio di persona italiano femminile. Coincide con un desueto nome maschile italiano, che è un derivato di Benedetto.

## Varianti
- Femminili: Bettina

### Varianti in altre lingue
- Frisone: Bet[1]
- Inglese: Beth[2], Bette[2], Bettie[2], Betty[2], Bettye[2]
  - Composti: Annabeth
- Lussemburghese: Bet[1], Betje[3]
- Olandese: Betje[3]
- Tedesco: Bettina[4], Bettine
- Ungherese: Betta

## Origine e diffusione
Si tratta di un ipocoristico del nome Elisabetta. La sua forma inglese Beth può anche, raramente, essere un ipocoristico di Bethany.
Va notato che, in italiano, esistono i nomi Betto e Bettino e l'omografo Betta (tutti maschili), i quali, però, sono ipocoristici di Benedetto; inoltre anche il nome "Bettina" in italiano può derivare, oltre che da Elisabetta, anche da Benedetta.

## Onomastico
L'onomastico si può festeggiare lo stesso giorno di Elisabetta.

## Persone

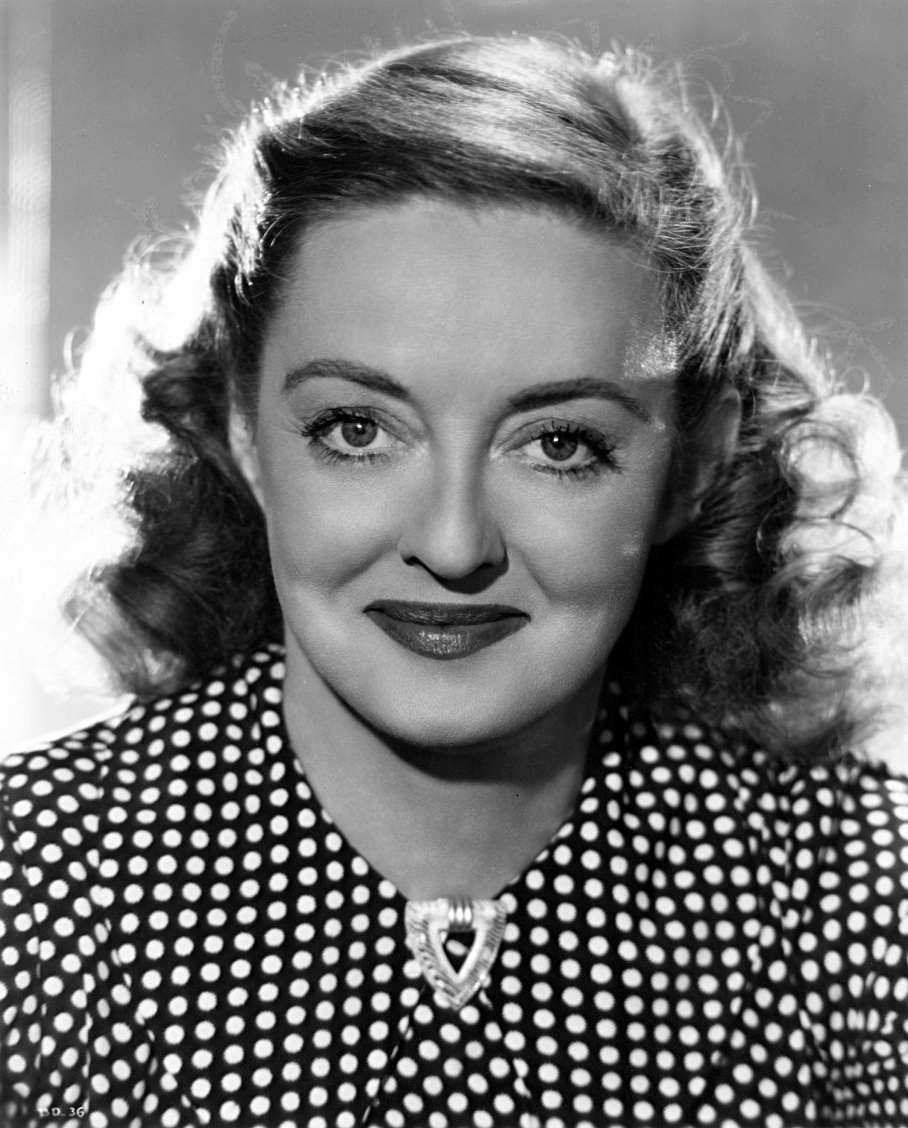
Bette Davis

- Betta Lemme, cantautrice canadese
- Betta Lipcsei, modella ungherese

### Variante Bette
- Bette Cooper, modella statunitense
- Bette Davis, attrice statunitense
- Bette Midler, cantante e attrice statunitense

### Variante Betty
- Betty Blythe, attrice statunitense

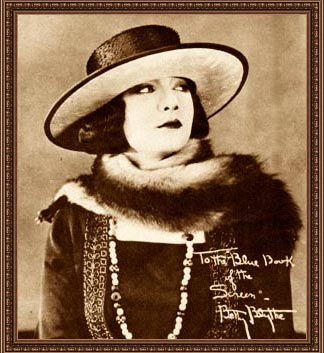
Betty Blythe

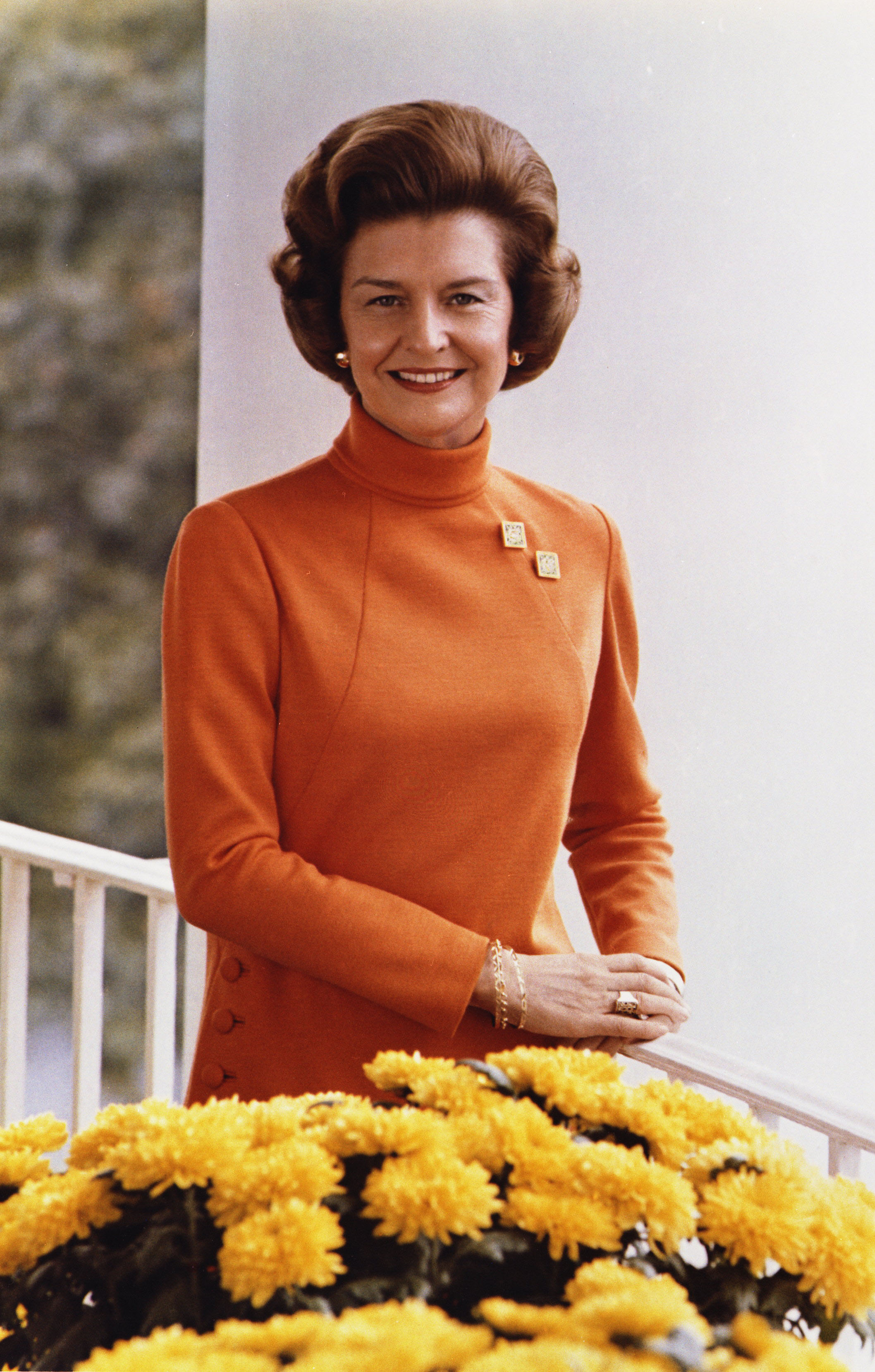
Betty Ford

- Betty Bronson, attrice statunitense
- Betty Buckley, attrice, attrice teatrale e cantante statunitense
- Betty Carter, cantante statunitense
- Betty Compson, attrice e produttrice cinematografica statunitense
- Betty Curtis, cantante italiana
- Betty Cuthbert, atleta australiana
- Betty Faria, attrice brasiliana
- Betty Field, attrice statunitense
- Betty Ford, first lady statunitense
- Betty Friedan, attivista statunitense
- Betty Grable, attrice statunitense
- Betty Heidler, atleta tedesca
- Betty Hutton, attrice e cantante statunitense
- Betty Loh Ti, attrice cinese
- Betty Lou Gerson, attrice e doppiatrice statunitense
- Betty Stöve, tennista olandese
- Betty Thomas, attrice, regista e produttrice cinematografica statunitense
- Betty Veizaga, musicista boliviana
- Betty White, attrice e conduttrice televisiva statunitense
- Betty Williams, attivista nordirlandese

### Variante Beth
- Beth Barr, nuotatrice statunitense
- Beth Behrs, attrice statunitense.

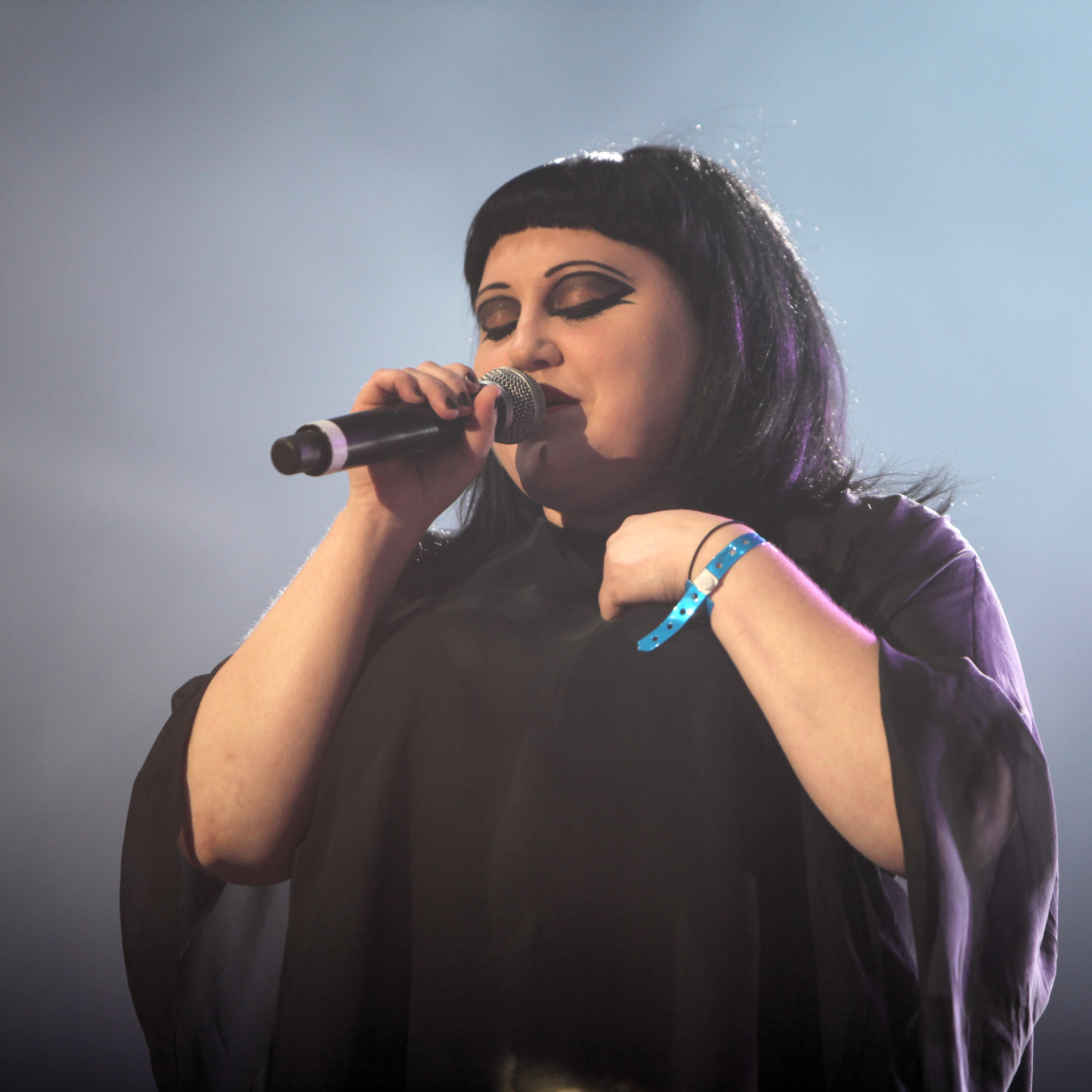
Beth Ditto

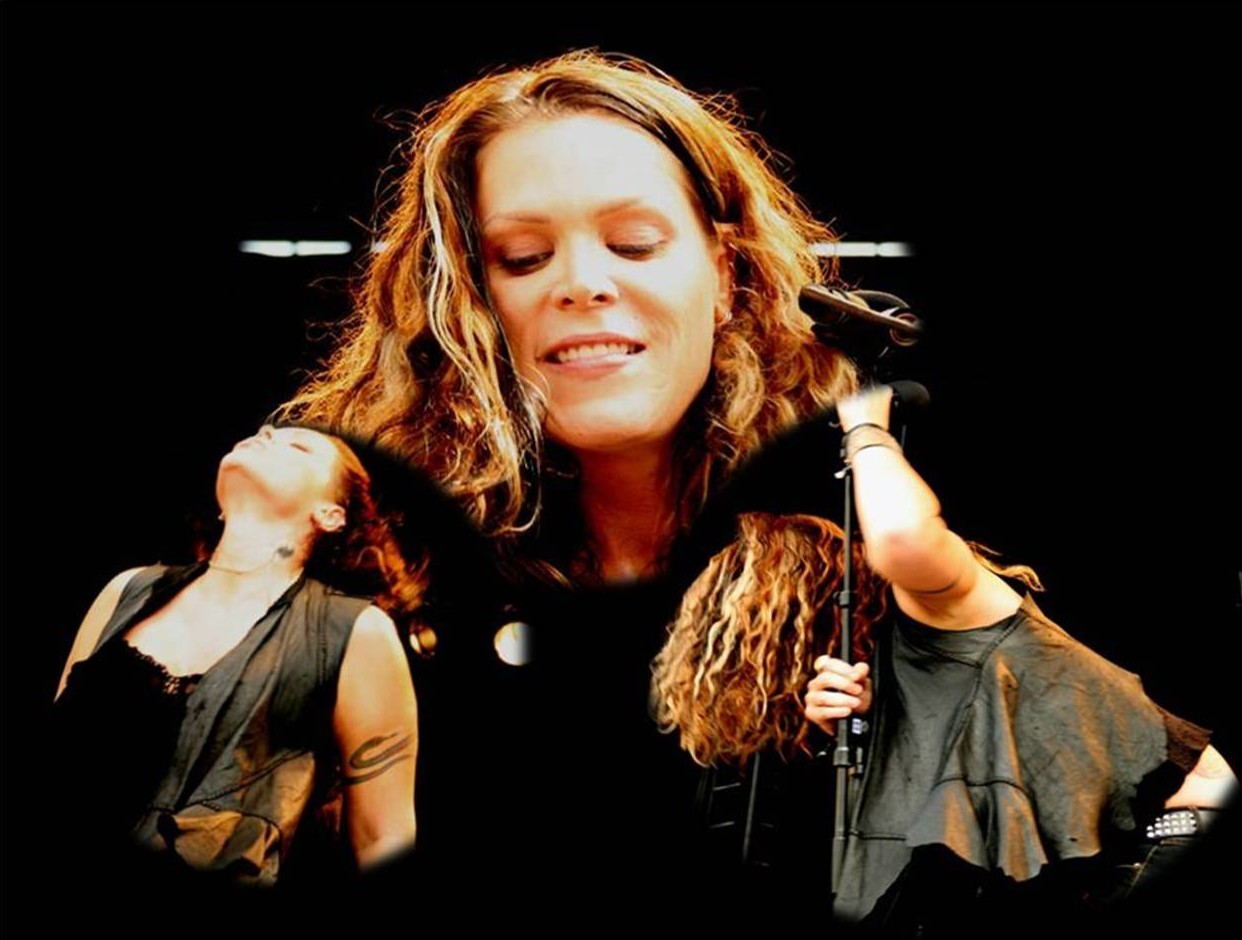
Beth Hart

- Beth Botsford, nuotatrice statunitense
- Beth Broderick, attrice statunitense
- Beth Carvalho, cantante e compositrice brasiliana
- Beth Chamberlin, attrice statunitense
- Beth Ditto, cantante statunitense
- Beth Ehlers, attrice statunitense
- Beth Gibbons, cantante inglese
- Beth Grant, attrice statunitense
- Beth Hart, cantautrice statunitense
- Beth Howland, attrice statunitense
- Beth Morgan, cestista e allenatrice di pallacanestro statunitense
- Beth Orton, cantautrice inglese
- Beth Riesgraf, attrice statunitense
- Beth Sullivan, produttrice televisiva statunitense
- Beth Toussaint, attrice statunitense

### Variante Bettina

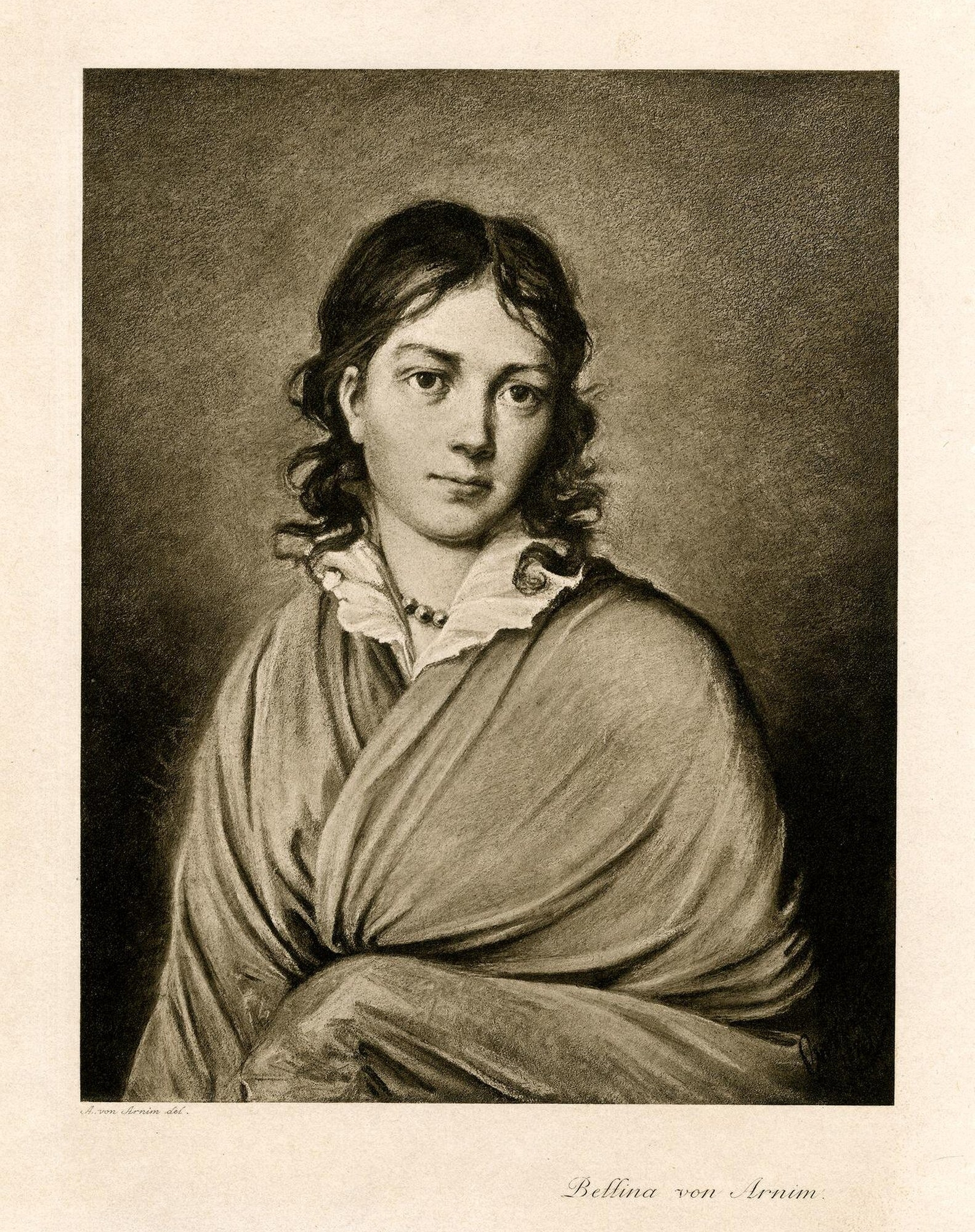
Bettina Brentano von Arnim

- Bettina Brentano von Arnim, scrittrice tedesca
- Bettina Bunge, tennista tedesca
- Bettina Giovannini, attrice italiana
- Bettina Hoffmann, violoncellista, violista da gamba e musicologa italo- tedesca
- Bettina Köster, cantante e sassofonista tedesca
- Bettina Moissi, attrice tedesca
- Bettina Spier, attrice e doppiatrice tedesca

### Altre varianti
- Bettine Jahn, atleta tedesca
- Bettie Page, modella statunitense
- Bettine Vriesekoop, tennistavolista olandese
- Betje Wolff, scrittrice olandese

## Il nome nelle arti
- Bettina è un personaggio della commedia Il cilindro di Eduardo De Filippo.
- Bettina è un personaggio del romanzo di Alessandro Manzoni I promessi sposi.
- Betty è un personaggio del cortometraggio del 1911 Betty's Buttons, diretto da Bannister Merwin.
- Beth è un personaggio del manga Claymore.
- Betty Allen è un personaggio del cortometraggio del 1912 Betty's Bandit, diretto da Henry Otto.
- Betty Applewhite è un personaggio della serie televisiva Desperate Housewives.
- Betty Boop è un noto personaggio dell'animazione, creato dai fratelli Fleischer.
- Betty Brant è un personaggio dei fumetti Marvel Comics.
- Betty Clawman è un personaggio dei fumetti DC Comics.
- Betty Draper è un personaggio della serie televisiva Mad Men.
- Bette Fischer è la protagonista del romanzo La cugina Bette di Honoré de Balzac.
- Betty Lockwood è un personaggio del film del 1916 Betty of Greystone, diretto da Allan Dwan.
- Beth Logan è un personaggio della soap opera Beautiful.
- Betty Marshall è un personaggio del film del 1918 Betty Takes a Hand, diretto da John Francis Dillon.
- Bette Porter è un personaggio della serie televisiva The L Word.
- Beth Raines è un personaggio della soap opera Sentieri.
- Bettina Ramblè è un personaggio della serie a fumetti Diabolik.
- Betty Ross è un personaggio dei fumetti Marvel Comics.
- Betty Rubble è un personaggio della serie animata I Flintstones.
- Bettina Sciosciammocca è un personaggio della commedia Miseria e nobiltà di Eduardo Scarpetta, nonché del celebre film omonimo che ne fu tratto nel 1954, diretto da Mario Mattoli.
- Bettina Scott è un personaggio del film del 1916 Bettina Loved a Soldier, diretto da Rupert Julian.
- Betty Sizemore è un personaggio del film del 2000 betty Love, diretto da Neil LaBute.
- Betty Soligo è un personaggio del film del 1966 Signore & signori, diretto da Pietro Germi.
- Betty Suarez è un personaggio della serie televisiva Ugly Betty.
- Betty Lou Van der Built è un delle storie a fumetti Disney di Paperino Paperotto.
- Buonanotte Bettina è una commedia musicale scritta da Garinei e Giovannini.